# Alfred Pleasonton
Alfred Pleasonton (Washington, 7 luglio 1824 – Washington, 17 febbraio 1897) è stato un generale statunitense, è stato un ufficiale di cavalleria dell'esercito federale degli Stati Uniti nel corso della Guerra di secessione.

## Gioventù
Pleasonton nacque a Washington, da Stephen e Mary Hopkins Pleasonton. Stephen era famoso all'epoca della nascita del figlio Alfred. Durante la guerra anglo-statunitense del 1812, come funzionario del Dipartimento di Stato, l'iniziativa personale di Stephen fu fondamentale per salvare i documenti degli Archivi Nazionali dalla distruzione che intendevano attuare gli invasori britannici della capitale, inclusa la Dichiarazione d'Indipendenza originale e la Costituzione degli Stati Uniti d'America. Tuttavia, mentre lavorava come funzionario del Dipartimento del Tesoro statunitense, fu coinvolto negli scandali degli anni '30 che riguardavano la corruzione nella concessione di contratti per i fari finanziati dal governo, che risultarono essere stati costruiti con materiali al di sotto degli standard richiesti e che avevano cominciato a degradarsi rapidamente. Fu aperta su di lui un'inchiesta da parte del Congresso federale che parlò di una sua "sonnolenza e cattiva amministrazione" e che lo portò alle dimissioni nel 1852, intaccando pesantemente la buona reputazione della sua famiglia. (L'amministrazione dei fari statunitensi fu trasferita a un Consiglio dei Fari composto da 9 membri di cui, paradossalmente, fece parte George G. Meade, il futuro comandante di Alfred nel corso dell'imminente guerra civile).
Il fratello assai più grande di Alfred, Augustus, frequentò l'Accademia Militare degli Stati Uniti e prestò servizio come aiutante generale aggiunto e ufficiale pagatore per lo Stato della Pennsylvania; la sua carriera ovviamente influenzò il suo più giovane fratello ed entrambi i giovani ebbero assicurata la nomina in Accademia per la fama conseguita dal comune genitore nella guerra del 1812. Alfred si brevettò a West Point nel 1844 e fu assegnato come sottotenente nel 1° Dragoni degli Stati Uniti (cavalleria pesante), risiedendo dapprima a Fort Atkinson, in Iowa. Seguì la sua unità per compito d'ufficio in Minnesota, Iowa e Texas. Col 2° Dragoni combatté nella guerra messico-statunitense e fu promosso tenente per il suo valore nella battaglia di Palo Alto e in quella di Resaca de la Palma, in Texas, nel 1846. Prestò servizio come aiutante di reggimento dopo la guerra e fu promosso capitano nel 1855.

## Guerra di secessione

### Dalla Campagna Peninsulare a Chancellorsville
All'inizio della guerra di secessione nel 1861, il cap. Pleasonton si diresse col 2° Dragoni da Fort Crittenden, Utah, alla volta di Washington. Nonostante l'attivismo politico da parte sua, col tentativo di capitalizzare le sbiadite entrature politiche del suo genitore, al momento in disgrazia (che morì nel 1855), Pleasonton non percorse la rapida carriera realizzata invece da alcuni suoi commilitoni e fu promosso maggiore solo ai primi del 1862. Combatté senza infamia e senza lode nella Campagna Peninsulare e fu infine promosso brigadier generale il 16 luglio 1862, al comando di una brigata di cavalleria nell'Armata del Potomac.
Il 2 settembre Pleasonton assunse il comando divisionale di cavalleria e fu ferito da una granata d'artiglieria nella battaglia di Antietam. Sempre ambizioso, Pleasanton si rammaricò di non essere stato promosso maggior generale dei volontari per le sue azioni, reclamando erroneamente il fatto che la sua divisione, e in particolare l'artiglieria montata assegnatagli, aveva avuto un decisivo effetto nella battaglia. Ricevette una promozione temporanea ( brevet promotion ) a tenente colonnello dell'esercito regolare, basata con ogni probabilità esclusivamente sul rapporto assai esageratamente auto-celebrativo della battaglia, che non fu confermato però dai rapporti degli altri generali.
Nella battaglia di Chancellorsville, Pleasanton continuò nella sua pratica auto-promozionale. Asserì di aver temporaneamente bloccato un attacco dei Corpi di Stonewall Jackson e di essere stato in grado di evitare la distruzione totale dell'XI Corpo dell'Unione il 2 maggio 1863. Fu abbastanza convincente, visto che il comandante dell'Armata del Potomac, il maggior generale Joseph Hooker, disse al Presidente Abraham Lincoln che Pleasanton "aveva salvato l'Armata unionista" a Chancellorsville. I rapporti di battaglia, tuttavia, indicano che il ruolo di Pleasanton fu notevolmente meno importante di quanto egli vantava, avendo impegnato solo un piccolo distaccamento di fanteria confederata a Hazel Grove. Nondimeno le sue affermazioni gli valsero la promozione a maggior generale dei volontari il 22 giugno 1863, e quando l'inetto comandante dei Corpi di Cavalleria, il maggior generale George Stoneman, fu rilevato dal suo posto dopo Chancellorsville, Hooker nominò Pleasanton come suo sostituto temporaneo. Pleasonton non poté accettare senza mugugni neppure questo grado elevato. Scrisse al generale Hooker "Non posso... rimanere in silenzio sulla insoddisfacente condizione in cui ho trovato questo Corpo... la responsabilità del suo attuale stato... non dipende da me".

### Gettysburg
Il primo combattimento di Pleasonton nel suo nuovo grado e ruolo avvenne un mese più tardi nella Campagna di Gettysburg. Egli comandò le forze di cavalleria dell'Unione nella battaglia di Brandy Station, la più ampia battaglia di cavalleria dell'intera guerra. La cavalleria unionista essenzialmente s'imbatté nella cavalleria confederata di J.E.B. Stuart e la battaglia (durata 14 ore) fu cruenta, ma non conclusiva, sebbene Stuart fosse stato messo in difficoltà dalla sorpresa di avere a che fare con una cavalleria federale che esprimeva un'inusitata fiducia nei propri mezzi. Ufficiali subordinati criticarono Pleasonton per non aver sconfitto con tattica aggressiva Stuart a Brandy Station. Il generale Hooker aveva ordinato infatti a Pleasonton di "disperdere e distruggere" la cavalleria confederata presso Culpeper (Virginia), ma Pleasonton obiettò che gli era stato ordinato soltanto di compiere un'azione di "esplorazione in forze verso Culpeper", razionalizzando in tal modo la propria condotta.
Nella restante Campagna di Gettysburg, al momento culminante degli scontri, Pleasonton non manovrò come un comandante competente la sua cavalleria e fu in linea di massima incapace di informare il suo comandante di dove fossero le truppe del nemico e di quali fossero le loro intenzioni. L'Armata della Virginia Settentrionale, sotto il generale Robert E. Lee, fu in grado di sfuggire alle forze unioniste scivolando attraverso la Valle dello Shenandoah nel nord della Pennsylvania. Durante questo periodo, Pleasonton tentò di esercitare un'influenza politica promuovendo il figlio di un deputato del Congresso, il capitano Elon J. Farnsworth, un componente del suo staff, direttamente al grado di Brigadier Generale. Pleasonton ebbe rapporti epistolari con il deputato suo padre e lamentò la mancanza di uomini e cavalli a paragone di quelli di cui avrebbe goduto a suo dire Jeb Stuart. Esercità un'azione politica anche per acquisire le forze di cavalleria del maggior generale Julius Stahel, che comandava la cavalleria posta a difesa di Washington. Le macchinazioni produssero il risultato di far rilevare dal proprio comando Stahel e di fare assegnare le sue truppe a Pleasonton. Hooker si adirò per questa attività e fu probabilmente il suo essere rilevato dal comando il 28 giugno 1863 che salvò la carriera di Pleasonton da una fine prematura.
Nella battaglia di Gettysburg, il nuovo comandante di Pleasanton, il maggior generale George G. Meade, seppe della reputazione di Pleasonton (e di suo padre) e lo tenne sotto stretto controllo. Per i tre giorni della battaglia, Pleasonton fu obbligato a rimanere con Meade nel suo Quartier Generale anziché nelle vicine postazioni dei corpi di cavalleria, e Meade esercitò un controllo della cavalleria assai maggiore di quanto non avrebbe gradito normalmente un comandante. Negli scritti del dopoguerra, Pleasonton tentò di descrivere il suo ruolo in battaglia come assai maggiore di quello che in realtà fu, incluso l'aver predetto a Meade che la cittadina di Gettysburg sarebbe stato il punto decisivo dello scontro e, dopo la sconfitta confederata nella carica di Pickett, che egli aveva consigliato Meade di attaccare il gen. Lee e di finirlo. Prudentemente Pleasonton rese note queste sue osservazioni solo dopo la morte di Meade, quando era impossibile qualsiasi contraddittorio. D'altra parte, tuttavia, Pleasonton non può essere biasimato per la sfortunata azione di cavalleria del 3 luglio, quando Meade ordinò che la divisione del brigadier generale Judson Kilpatrick attaccasse il fianco destro dell'esercito confederato: un attacco che risultò essere una sorta di suicidio contro fanterie disposte in una forte posizione di trincea, con l'inutile sacrificio della vita di Elon Farnsworth.

### Trans-Mississippi
Pleasonton fu trasferito sul teatro bellico del Trans-Mississippi ed ebbe il comando del Distretto Militare del Missouri Centrale e di quello di St. Louis nel 1864. Si comportò bene e sconfisse il generale Sterling Price a Westport e a Marais des Cygnes, mettendo fine all'ultima minaccia confederata nell'Ovest. Ricevette una promozione temporanea a brigadier generale nell'esercito regolare per la Campagna in Missouri e a maggior generale per l'insieme della sua condotta in guerra, ambedue il 13 marzo 1865.

## Dopoguerra
Dopo la guerra, nel quadro della riduzione generale di tutti i ranghi degli ufficiali, Pleasonton tornò al grado di maggiore e, insoddisfatto delle sue relazioni d'ufficio con quanti in passato erano stati suoi subordinati, rassegnò le proprie dimissioni nel 1868. Da civile lavorò come agente federale delle Entrate Statali e come suo Commissario, ma gli fu chiesto di dimettersi dall'Ufficio delle Entrate Statali (ora Servizio delle Entrate Statali) dopo aver condotto azione di lobbying in Congresso per l'abrogazione della tassa sui redditi ed aver questionato con i suoi superiori del Dipartimento del Tesoro. Avendo rifiutato di dimettersi fu allontanato d'ufficio. Fu per un breve periodo presidente delle Ferrovie della Terre Haute e Cincinnati.
Alfred Pleasonton morì nel sonno a Washington e fu colà sepolto nel Cimitero del Congresso, accanto a suo padre. La cittadina di Pleasanton, in California, risulta così chiamata in onore di Alfred negli anni Cinquanta del XIX secolo: un errore tipografico del Servizio federale delle Poste sembra abbia apparentemente provocato questo errore. All'interno del Pennsylvania Memorial del campo da battaglia di Gettysburg, si erge una statua del gen. Pleasonton. Tuttavia è verosimile che essa rappresenti il fratello di Alfred, Augustus, che fu un generale della milizia della Pennsylvania al tempo della battaglia.